# Conus verrucosus
Conus verrucosus é uma espécie de gastrópode do gênero Conus, pertencente à família Conidae.